# Solanum baretiae
Solanum baretiae är en art som tillhör familjen potatisväxter. Den beskrevs först av den amerikanske botanikern Eric J Tepe 2012. Arten är snarlik Solanum chimborazense, men har fler och större blommor. Fynd av den nya arten har hittills endast gjorts i området Amotape-Huancabamba, i norra Peru och södra Ecuador, där den verkar vara endemisk.
S. baretiae har uppkallats efter den franska amatörbotanikern Jeanne Baret.